# 제품 관리
제품 관리(Product management)는 제품 또는 서비스를 계획, 개발, 출시 및 관리하는 비즈니스 프로세스이다. 여기에는 아이디어 구상에서 개발, 시장 출시에 이르기까지 제품의 전체 수명 주기가 포함된다. 제품 관리자는 제품 수명 주기의 모든 단계에서 제품을 관리하면서 제품이 목표 시장의 요구 사항을 충족하고 비즈니스 전략에 기여하도록 보장할 책임이 있다. 소프트웨어 제품 관리는 디지털 제품에 대한 제품 관리의 기본을 조정한다.

## 같이 보기
- 제품 수명 주기
- 프로덕트 매니저
- 제품 계획
- 제품 차별화
- 사용자 경험
- 브랜드 경영
- 고객 경험
- 마케팅론
- 대량 고객화
- 상품
- 프로젝트 관리